# Lichenochora pyrenodesmiae
Lichenochora pyrenodesmiae är en lavart som beskrevs av Nav.-Ros. & Cl. Roux 1998. Lichenochora pyrenodesmiae ingår i släktet Lichenochora, ordningen Phyllachorales, klassen Sordariomycetes, divisionen sporsäcksvampar och riket svampar.   Inga underarter finns listade i Catalogue of Life.